# Världsmästerskapen i bordtennis 1938
Världsmästerskapen i bordtennis 1939 spelades i London under perioden 24-29 januari 1938.

## Medaljörer

### Lag
| Disciplin            | Guld                                                                                    | Silver                                                                              | Brons                                                                               |
| Herrarnas lagtävling | Ungern Viktor Barna Laszlo Bellak Erno Foldi Tibor Hazi Ferenc Soos                     | Österrike Richard Bergmann Helmut Goebel Erich Kaspar Alfred Liebster Karl Schediwy | USA Bernard Grimes George Hendry James McClure Louis Pagliaro Sol Schiff            |
| Herrarnas lagtävling | Ungern Viktor Barna Laszlo Bellak Erno Foldi Tibor Hazi Ferenc Soos                     | Österrike Richard Bergmann Helmut Goebel Erich Kaspar Alfred Liebster Karl Schediwy | Tjeckoslovakien Miloslav Hamr Stanislav Kolář Adolf Slar Vaclav Tereba Bohumil Váňa |
| Damernas lagtävling  | Tjeckoslovakien Vlasta Depetrisová Jindriska Holubkova Marie Kettnerová Věra Votrubcová | England Dora Emdin Phyllis Hodgkinson Doris Jordan Margaret Osborne                 | Österrike Zita Lemo Gertrude Pritzi                                                 |

### Individuellt
| Disciplin   | Guld                               | Silver                       | Brons                           |
| Herrsingel  | Bohumil Váňa                       | Richard Bergmann             | Viktor Barna                    |
| Herrsingel  | Bohumil Váňa                       | Richard Bergmann             | Tibor Hazi                      |
| Damsingel   | Gertrude Pritzi                    | Vlasta Depetrisová           | Věra Votrubcová                 |
| Damsingel   | Gertrude Pritzi                    | Vlasta Depetrisová           | Betty Henry                     |
| Herrdubbel  | James McClure Sol Schiff           | Viktor Barna Laszlo Bellak   | Stanislav Kolář Vaclav Tereba   |
| Herrdubbel  | James McClure Sol Schiff           | Viktor Barna Laszlo Bellak   | Eric Filby Hyman Lurie          |
| Damdubbel   | Vlasta Depetrisová Věra Votrubcová | Dora Beregi Ida Ferenczy     | Phyllis Hodgkinson Doris Jordan |
| Damdubbel   | Vlasta Depetrisová Věra Votrubcová | Dora Beregi Ida Ferenczy     | Dora Emdin Margaret Osborne     |
| Mixeddubbel | Laszlo Bellak Wendy Woodhead       | Bohumil Váňa Věra Votrubcová | Alfred Liebster Gertrude Pritzi |
| Mixeddubbel | Laszlo Bellak Wendy Woodhead       | Bohumil Váňa Věra Votrubcová | Vaclav Tereba Marie Kettnerová  |

### Fotnoter
1. ↑  ”World Championships Results”. ITTF Museum. Arkiverad från originalet den 11 maj 2012. https://web.archive.org/web/20120511103023/http://www.ittf.com/museum/results/WorldChresults.html. Läst 7 april 2012.
2. ↑  ”ITTF Statistics”. ittf.com. Arkiverad från originalet den 4 mars 2016. https://web.archive.org/web/20160304071612/http://www.ittf.com/ittf_stats/All_events4.asp?Competition_ID=12. Läst 7 april 2012.